# Manduel
Manduel es una población y comuna francesa, en la región de Languedoc-Rosellón, departamento de Gard, en el distrito de Nimes y cantón de Marguerittes.

## Demografía
| 1573 | 1649 | 2389 | 3554 | 5579 | 5748 |
| Para los censos de 1962 a 1999 la población legal corresponde a la población sin duplicidades (Fuente: INSEE [Consultar]) |      |      |      |      |      |

Su aglomeración urbana incluye a la propia comuna y a Redessan. Tenía una población de 8.621 habitantes en el censo de 1999, en una superficie de 42,03 km².